# Dongguan
Dongguan (cinese: 东莞; pinyin: Dōngguǎn) è una città a livello di prefettura della provincia del Guangdong, in Cina. Si affaccia ad ovest sul fiume delle Perle, confinando con le città di Canton, Shenzhen e Huizhou.
È una delle "quattro tigri del Guangdong" e la sua importanza nell'industria di lavorazione è di livello internazionale.

## Storia
Durante la dinastia degli Zhou orientali apparteneva al regno degli Yue. Con l'imperatore Taishi, venne poi annessa al territorio di Nanhai e al distretto di Panyu.

Con l'imperatore Shun degli Han orientali, Dongguan venne annessa al distretto di Zengcheng. Durante la dinastia degli Jin orientali, fu assegnato a Dongguan il nome di Bao'an (che oggi è usato per designare un quartiere di Shenzhen).

Il nome di Dongguan le venne dato nel 757, durante la dinastia Tang. Questo nome le deriva da un distretto di Canton (Dongmian) e l'erba fertile e fresca (Guan Cao).

Durante la guerra di resistenza al Giappone Dongguan era una delle basi delle "truppe del Dongjiang". Dopo la proclamazione della Repubblica Popolare cinese Dongguan venne posta sotto la giurisdizione del distretto amministrativo di Dongjiang, dal 1952 alla divisione amministrativa del Guangdong centrale, dal 1956 al territorio di Huiyang.

Quando nel 1985 fu approvata dal Consiglio di Stato della Repubblica Popolare cinese la costituzione della zona economica speciale del delta del fiume delle Perle, venne ritirata dal distretto e ricostituita come città. Nel gennaio del 1988 venne promossa a "città-distretto".

## Zone d'interesse turistico
Il Giardino Ke (Ke Yuan) è uno dei parchi della dinastia Qing più famosi del Guangdong, situato nel quartiere di Tesha.

## Geografia fisica
La città di Dongguan è situata nella parte centro meridionale del Guangdong, a nord est del delta del fiume delle Perle, a nord dista 17 km dal distretto di Xin Tang Zhen della città di Zengcheng.
A sud, dista 90 km da Shenzhen, a 47 miglia nautiche da Hong Kong e 48 da Macao. Si divide in 32 quartieri distrettuali tra cui Shipai.

## Popolazione
Nel 2006 la popolazione era censita a 10.006.300 persone, di cui soltanto il 16% risultava essere registrato con il sistema Hukou. La densità è di 2747 persone per km².

## Lingue parlate
Oltre al cantonese, nella parte sudorientale e vicino al confine con le città di Shenzhen e Huizhou è parlato l'Hakka, in un territorio che occupa il 18% del totale.
Anche la variante locale del cantonese è abbastanza distante dal cantonese standard.

## Economia
I marchi presenti a Dongguan non sono molti se confrontati a quelli delle città circostanti, ma presenta moltissime industrie internazionali, tra queste la Mustek, azienda di elettronica, che qui ha la fabbrica principale. Il presidente della sezione asiatica dell'IBM ha detto una volta: "se c'è traffico nell'autostrada che va da Dongguan a Shenzhen, il 70% dei computer di tutto il mondo sarà già venduto." Secondo i dati del 2004, i risparmi dei residenti di Dongguan ammontano all'1% (257 miliardi e 600 milioni di yuan) di quelli dell'intera Cina.
Nel 2005 fu inaugurata a Dongguan la New South China Mall, enorme centro commerciale con oltre 200 negozi, dei quali solo un massimo di una dozzina al giorno sono rimasti aperti. Costruita per ospitare fino a 100 000 visitatori al giorno, raramente ne ha avuti più di 200 e viene per questo considerata una cattedrale nel deserto.